# Kim Jeong-mi
Kim Jeong-mi (Koreanisch: 김정미) (* 16. Oktober 1984) ist eine südkoreanische Fußballtorhüterin. Sie spielt seit 2004 für die Incheon Hyundai Steel Red Angels sowie seit 2003 für die südkoreanische Nationalmannschaft und war ab dem 9. März 2016 deren Rekordnationalspielerin, wurde aber zwischenzeitlich von Cho So-hyun abgelöst. Sie ist die erste asiatische Torhüterin mit 100 Länderspielen.

## Sportliche Karriere
Kim spielt seit 2004 für Incheon Hyundai Steel Red Angels. Ihr erstes Länderspiel bestritt sie am 10. Juni 2003 gegen Thailand. Sie nahm daraufhin auch an der Weltmeisterschaft 2003 in den USA teil, wo sie die jüngste Spielerin im Kader war und in drei Spielen eingesetzt wurde, mit ihrer Mannschaft aber nach der Vorrunde ausschied. Auch an der Weltmeisterschaft 2015 in Kanada nahm sie teil, wo sie in allen vier Spielen ihrer Mannschaft eingesetzt wurde. Im Viertelfinalspiel gegen Frankreich erhielt sie bei einem Eckstoß einen Ellbogencheck durch eine Teamkameradin, der sie für einige Minuten ausknockte. Aber sie konnte danach ebenso weiterspielen wie nach einem Kopfstoß von einer Gegenspielerin beim Kampf um den Ball Ende der ersten Halbzeit, wonach sie erneut benommen liegen blieb. Im August 2015 nahm sie mit ihrer Mannschaft an der Fußball-Ostasienmeisterschaft der Frauen teil, bei der Südkorea den zweiten Platz belegte. Beim Qualifikationsturnier für die Olympischen Spiele 2016 machte sie als erste asiatische Torhüterin ihr 100. Länderspiel. Am 7. März stellte sie beim Spiel gegen China mit ihrem 103. Länderspiel den Landesrekord von Kwon Hah-nul ein, die nicht zum Kader gehörte. Zwei Tage später wurde sie dann durch ihr 104. Länderspiel alleinige Rekordnationalspielerin. Für die WM 2019 wurde sie nicht nominiert.
Für die Fußball-Asienmeisterschaft der Frauen 2022 wurde sie nominiert und war dort mit 37 Jahren und 113 Tagen die älteste Spielerin. Im ersten Gruppenspiel stand sie im Tor und gewann mit ihrer Mannschaft mit 3:0 gegen Vietnam. Auch bei den weiteren Spielen stand sie im Tor und erreichte mit ihrer Mannschaft erstmals das Finale, das sie aber nach 2:0-Führung mit 2:3 gegen Rekordsieger China verloren.
Am 5. Juli 2023 wurde sie für die WM 2023 nominiert. Sie war die älteste Spielerin im Kader. Nach Niederlagen gegen Kolumbien, bei der sie nicht im Tor stand, und Marokko hatten sie keine Chance mehr die K.-o-.Runde zu erreichen, konnten im letzten Spiel gegen Deutschland aber ein Remis erreichen, wodurch auch die deutsche Mannschaft ausschied.
In der zweiten Runde der Qualifikation für die Olympischen Spiele 2024 blieb sie mit ihrer Mannschaft beim Turnier in China zwar ungeschlagen, durch das 1:1 gegen die Gastgeberinnen im letzten Spiel verpassten sie als Gruppenzweite aber die dritte Runde.

## Erfolge
- 11× WK-League-Meister: 2013, 2014, 2015, 2016, 2017, 2018, 2019, 2020, 2021, 2022, 2023